# Hoy (programa de televisión)
Hoy es un programa matutino mexicano de variedades producida por Televisa y transmitido en México por Las Estrellas y en Univision en los Estados Unidos. Desde su primera transmisión, el 3 de agosto de 1998, el programa tuvo varias etapas. Siendo el programa más longevo y el más visto de la televisión mexicana en horario matutino. Las secciones toman como centro el entretenimiento, horóscopos, el resumen de las telenovelas, belleza, cocina, salud, juegos, humor y música. Compite con Venga la alegría, de TV Azteca, Sale el sol, de Imagen Televisión, Vivalavi, de Multimedios Televisión. El programa "Hoy" se transmitió en sustitución del también longevo matutino Hoy Mismo, el cual era conducido por Guillermo Ochoa.  Su formato inicial se basa en el programa matutino estadounidense Today, emitido por la cadena NBC. Con el paso de sus etapas, el programa "Hoy" se distanció del formato norteamericano, creando su propia propuesta.

## Etapas deHoy

### Etapas 1 y 2 (1998-2000)
Además de conductores, el programa Hoy también ha contado con la participación de diferentes productores. Desde que salió al aire, en 1998, estuvo tan solo un año bajo la producción de Alexis Núñez. De 1999 a 2000, contó con la participación de Alejandro Cáceres.
Los conductores eran: Andrea Legarreta, Alfredo Adame, Talina Fernández, Angélica Vale, Martha Carrillo, Sofía Villalobos, Toño de Valdés, Anselmo Alonso, Carlos Eduardo Rico, Horacio Villalobos, Capi Albores, Arath de la Torre, Galilea Montijo (aunque esta última sólo duró tres semanas).
El programa comenzaba a las 6:00 a. m. con la sección de noticias, y a las 8:30 a. m. cambiaba el formato hacia un programa de revista. Sin embargo, se incluían algunos clips de espectáculos, entre las 6 a. m. y 8 a. m., y se emitían cortes noticiosos a las 9:00 y 10:00. 
En la primera etapa, se contó con secciones como Hoy cocina, Hoy mascotas, Hoy novelas, Hoy deportes y entre otras. También en aquella etapa se hicieron famosas las secciones ¡Que todo México se entere! y La entrevista del Felicidades.
Andrea Legarreta y Martha Carrillo eran la imagen de la entrevista del Felicidades, en la que se entrevistaba a algún actor, cantante o conductor y al final de ésta, felicitaban a quienes cumplieran años ese día bailando junto con la celebridad.
Durante esta etapa, se tuvo seis cambios de horarios diferentes en la emisión de lunes a viernes. Los tres primeros horarios serían de 6:00 a. m. a 10:30 a. m., 6:00 a. m. a 2:00 p. m. y de 6:00 a. m. a 12:00 m. que duraron del 3 de agosto de 1998 al 2 de abril de 1999, el cuarto fue de 6:30 a. m. a 2:30 p. m. durante el 5 de abril de 1999 al 2 de octubre de 1999, el quinto fue de 8:30 a. m. a 2:30 p. m. del 5 de octubre de 1999 al  31 de diciembre de 1999, el sexto sería del el 3 de enero de 2000 hasta el 1 de septiembre el programa paso a durar cinco horas de 9:00 a. m. a 2:00 p. m.  Aunque la emisión de Hoy sábado en pijamas se transmitió bajo el horario de cuatro horas de 9:00 a. m. a 1:00 p. m. los días sábados.
En 1999, Talina Fernández dejaba el programa, ya que ella tenía menor participación en la etapa con Alexis Núñez. Sin embargo, no le hicieron caso y dejó el programa, aunque regresó como invitada en la celebración de los veinte años de Hoy.
Durante los días 17 y 24 de junio de 2000, la emisión del sábado pasó a durar solamente dos horas. Esto debido a la Eurocopa 2000 en Bélgica y Holanda que se disputaba. La emisión de los partidos Rumania vs. Portugal en la fase de grupos y los cuartos de final entre Portugal vs. Turquía durante esos dos días. El horario volvía nuevamente a su horario normal de cuatro horas el 1 de julio.
Esta etapa con Alexis Núñez inició el 3 de agosto de 1998 y concluyó el 30 de noviembre de 1999. Mientras que la de Alejandro Cáceres comenzó el 1 de diciembre de 1999 y terminó el 2 de septiembre de 2000.

### Etapa 3 (2000-2002)
Para esta nueva versión, que duró de 2000 a 2002, el programa matutino contó con la producción de Federico Wilkins con la emisión de lunes a viernes y mientras que Hoy sábado era más enfocada para los chicos de seis a doce años.
Los conductores eran: Alfredo Adame, Fernanda Familiar, Gloria Calzada, Laura Flores, Diego Schoening, Fabián Lavalle, Angie Pérez Dávila, Adriana Riveramelo, Silvia Lomelí, Mariana Botas, y Juan José Ulloa.
Para esta etapa se mantuvo los cortes noticiosos y muchas secciones fueron cambiadas, aunque las secciones de espectáculos, el concierto Hoy Música y sección del invitado musical antes de cerrar el programa se mantuvieron.
Esta es la primera y única etapa de Hoy hasta la fecha en la que Andrea Legarreta no estuvo como conductora, debido a su carrera actoral principalmente como protagonista de la telenovela infantil ¡Vivan los niños! y la última que no estuvo Galilea Montijo (antes de aparecer como invitada del 2004 a 2007 y unirse como conductora principal desde 2008 en adelante).
Durante el 4 de septiembre del 2000 hasta el 30 de marzo de 2001 el programa de entre semana pasaría a durar cuatro horas de 9:00 a. m. a 1:00 p. m., desde el 2 de abril hasta el día 6 se redujo a dos horas y media, y a partir del 8 de abril de ese mismo año se redujo a tres horas de 9:00 a. m. a 12:00 m. en su emisión de lunes a viernes. Aunque la emisión sabatina se continuó transmitiendo bajo el horario de cuatro horas hasta el 24 de noviembre de 2001 antes de pasar a durar tres horas a partir del 1 de diciembre. 
La emisión sabatina fue la primera etapa en transmitir programas grabados durante las vacaciones de Navidad y de año nuevo, mientras que los conductores o niños estaban de vacaciones para esas épocas. 
A partir de 2001 el programa "Hoy" utilizó por primera vez el formato de tres horas (algo que se mantiene hasta la fecha). Esto sucedió exceptuando dos veces, que fue en el periodo del 30 de marzo de 2008 hasta el 21 de enero de 2011  y nuevamente del 29 de febrero al 1 de abril de 2016 en donde duraron solamente dos horas y media y cuatro horas respectivamente.(Cabe mencionar que Hoy sábado utilizó también el formato de 3 horas durante el periodo de mayo a octubre de 2010).
Curiosamente: El 11 de septiembre de 2001. Por primera vez el programa no fue emitido en su totalidad (ni siquiera retransmisiones o momentos de programas pasados), esto debido a que Noticieros Televisa estaba transmitiendo una cobertura especial de los Ataques Terroristas contra las Torres Gemelas que ocurrió aquel día. Esta suspensión total no se volvería a repetir hasta abril de 2025 en la etapa de Andrea Rodríguez. 
Durante aquella etapa, Fernanda Familiar fue contratada como una emergente estrella de subir el índice de audiencia, pero fue lo contrario. La conductora se quejaba de su frialdad y lo peor fue que el índice de audiencia del programa fue para abajo, la conductora dejaría más tarde el programa a finales de 2000 (Enfocándose más a la Radio en su programa Fernanda Familiar en Imagen Radio). 
A inicios de 2001 se incorpora Laura Flores al programa en reemplazo de Fernanda Familiar y un año después sería Gloria Calzada quien se unirá al programa respectivamente. 
También fue la última etapa que no tuvo a Ernesto Laguardia o Reynaldo Rossano hasta que Carla Estrada toma la producción.
Esta etapa inició el 4 de septiembre de 2000 y concluyó el 31 de diciembre de 2002 (siendo la única que termina en Fin de Año).
Dato curioso: Esta es la única etapa que no se contó con ningún conductor o conductora actual del programa hasta la fecha.

### Etapa 4 (2003-2005)
Bajo la batuta de Reynaldo López de 2003 a 2005, Hoy continuaba con su transmisión de lunes a viernes y Hoy sábado, programas que contaban con distintos conductores. Además, en esta etapa es cuando regresa Andrea Legarreta. También marcó la tendencia a transmitirse en distintas locaciones además del foro.
A partir de esta etapa el programa se cambia de Televisa Chapultepec a Televisa San Ángel (aún activo hasta la fecha).
Para este periodo se removieron las secciones deportivas (aunque este segmento del programa volvería a retomarse hasta la producción de Magda Rodríguez) y Hoy se perfiló como un programa netamente de entretenimiento con encuestas televisivas, secciones de belleza, cocina y salud.
La etapa se inició bajo la batuta de Arturo Peniche y Laura Flores quienes estuvieron desde el 1 de enero hasta el 25 de abril de 2003 (aunque Laura Flores regresa nuevamente durante la etapa de Roberto Romagnoli). Finalmente el 28 de abril de ese mismo año se conformaba el regreso definitivo de Andrea Legarreta y el ingreso de Ernesto Laguardia.
Curiosamente antes de dejar el emisión, la conductora Laura Flores sufrió un aborto. Demostró su profesionalismo y dos días después se presentó en el programa.
Los conductores de lunes a viernes eran: Arturo Peniche, Laura Flores, Andrea Legarreta, Ernesto Laguardia, Anaís, Patricio Cabezut, María Luisa Valdés Doria, Reynaldo Rossano y Galilea Montijo (esta última, solamente estaba como invitada ocasionalmente).
Los conductores de Hoy sábado eran: Juan José Ulloa, Silvia Lomelí, Mariana Botas, Danna Paola, Consuelo Duval, Carlos Espejel y Pablo Reinah.
El horario de tres horas siguió siendo el mismo que en la etapa anterior para las transmisiones de lunes a viernes  y también para la de Hoy sábado, siendo la primera etapa que no se cambió el horario. (Ocasionalmente, la edición de lunes a viernes duraba tres horas y media, de acuerdo a las necesidades de programación)
En agosto de 2003, el programa cumplió cinco años estando en el aire.
En el verano de 2004, Hoy sábado pasó a durar dos horas el 14 de agosto, esto debido a los Juegos Olímpicos de Atenas, para los partidos México vs Alemania de la rama femenil y México vs Mali en la varonil.
Durante los primeros cuatro meses de 2005. Andrea Legarreta dejaba el programa temporalmente (siendo la segunda vez), debido al nacimiento de su hija Mía.
Esta sería la última etapa en diez años que no contó con Alejandro Maldonado. Esto volvería ocurrir nuevamente con Reynaldo López en su segundo periodo de 2016 a 2018, en donde tampoco estuvo el Yoga Teacher.
Esta etapa inició el 1 de enero de 2003 y concluyó el 20 de agosto de 2005 (siendo la única de Hoy que inicia en Año Nuevo).
Dato curioso: Esta fue la primera etapa de Hoy que contó con la presencia de Galilea Montijo como conductora a partir de 2004 (aunque lo hizo como invitada antes de unirse como titular en 2008).

### Etapa 5 (2005-2008)
Esta fue la primera vez en la que Carmen Armendáriz se involucró en la producción de Hoy.
Los conductores se modificaron casi en su totalidad, quedando Vielka Valenzuela, Andrea Legarreta y Ernesto Laguardia como la pareja principal al frente del programa. Además de ellos también estuvieron Jorge Poza, Arturo Carmona, Reynaldo Rossano,Martha Carrillo, Sofía Villalobos, Galilea Montijo (esporádicamente de invitada) y María Alicia Delgado. 
Nuevamente el horario no sufre ningún cambio para esta etapa conservando el mismo horario de tres horas. La emisión sabatina del programa continuó emitiéndose hasta el 31 de diciembre de 2005 ya que fue reemplazado por el programa Muévete ya (aunque la emisión sabatina regresó brevemente en 2010).
Para esta etapa se implementa la secciones de yoga con Alejandro Maldonado, las clases de baile con Freddy Okon los días viernes y La quinceañera de Hoy, entre otras. Por otro lado, en 2006, se removían los cortes noticiosos (aunque estos regresarían definitivamente ya en la etapa de Magda).
Durante la Copa del Mundo de Alemania en 2006, en una ocasión el programa llegó durar solamente una hora. Esto debido al partido que disputó México contra Portugal el 21 de junio de 2006.
Durante finales de 2006 hasta el 9 de marzo de 2007, Andrea Legarreta dejó el programa por tercera vez en seis años y siendo reemplazada por Leticia Calderón, debido al nacimiento de su segunda hija Nina. Curiosamente, durante esos meses no se contó la presencia de conductores/conductoras o colaboradores actuales. Andrea Legarreta estaba embarazada, Galilea Montijo solamente aparecía esporádicamente como conductora invitada en ese entonces, Andrea Escalona y Capi Albores colaboraban en TV Azteca, Martha Figueroa estaba en el programa de Netas Divinas, Raúl Araiza, Marisol González, Jorge Van Rankin y Arath de la Torre aún no formaban parte del programa, mientras que Paul Stanley y Lambda García ni siquiera habían debutado en Televisión. Esta es, hasta la fecha la última vez en que el programa no tuvo conductores actuales del programa.
Hasta el momento, esta sería la última etapa que no se contaría con la presencia de Raúl Araiza y Galilea Montijo como conductores titulares (aunque Araiza estuvo de invitado por primera vez a finales de 2007 en sustitución de Jorge Poza, mientras que Galilea solamente estaba de invitada en ese entonces). 
También marcó el regreso de Martha Carrillo y de Sofía Villalobos al programa (quienes habían estado en las dos primeras etapas del programa), aunque volverían a regresar para la etapa de Magda Rodríguez con Sofía Villalobos como periodista y Martha Carrillo en la Sección cama para dos.
Esta etapa inició el 22 de agosto del 2005 y concluyó el 4 de enero de 2008 (este periodo fue de los primeoas en transmitir programas grabados en la emisión de lunes a viernes durante las vacaciones de Navidad y de Año Nuevo, mientras los conductores estaban de vacaciones para esas épocas). Esta decisión es algo que se mantiene activo y también ha generado mucha polémica, ya que a finales de 2006 y principios de 2007 se transmitieron programas con Andrea Legarreta en el foro, mientras que ella estaba embarazada. El hecho de grabar programas en vacaciones ha continuado en las siguientes etapas incluyendo especialmente las de Magda Rodríguez. 
Esta producción se caracterizó por tener dos salidas importantes de cuadro: la primera fue en 2006 con el conductor Ernesto Laguardia quien dejó definitivamente el programa (su reemplazo sería Jorge Poza) y en 2007 sería el propio Reynaldo Rossano quien también dejó el programa (tanto Laguardia como Rossano regresaban nuevamente con Romagnoli como productor).
Dato curioso: Desde el 22 de agosto de 2005 hasta el 6 de enero de 2006 se conservó el logo del programa de la etapa anterior con algunos pequeños cambios. Luego a partir del lunes 9 de enero de 2006 se realizó el cambio de logo en la que tuvo tres colores diferentes: Rosa (utilizado del 5 de junio de 2006 al 31 de agosto de 2007), Azul (utilizado del 9 de enero al 30 de marzo de 2007), Verde (utilizado del 9 de enero de 2006 al 5 de octubre de 2007, aunque en su página se utilizó hasta el 4 de enero de 2008) y Naranja (utilizado del 4 de diciembre al 25 de diciembre de 2006 y nuevamente del 8 de octubre de 2007 al 5 de enero de 2008).

### Etapa 6 (2008-2009)
Hoy estuvo bajo la producción de Roberto Romagnoli (quien también hacía el programa Muévete en ese entonces), pero además, tuvo una menor duración debido a la transmisión de los Juegos Olímpicos de Beijing, además se integrarían a la conducción junto con Andrea y Ernesto, el actor Raúl Araiza (quien ya estuvo de invitado en la etapa de Carmen Armendáriz a finales de 2007) y la conductora, ganadora de Big Brother Vip 1 y también actriz Galilea Montijo (aunque anteriormente ya estuvo de invitada durante las primeras etapas de Reynaldo López y Carmen Armendáriz respectivamente). También en esta etapa se implementó las parodias de novelas.
Conductores: Galilea Montijo, Andrea Legarreta, Ernesto Laguardia, Raúl Araiza, Laura Flores, Angélica María, Annette Cuburu, Reynaldo Rossano, Arturo Carmona, Jorge Poza, Fabian Lavalle y María Luisa Valdés Doria. 
Esta etapa junto con la de Magda Rodríguez y Andrea Rodríguez Doria fue una de las más criticadas del programa constantemente, ya que el mismo productor Roberto Romagnoli tenía muchos problemas con todos los conductores del programa y especialmente con Andrea Legarreta (Ya que él tenía una gran enemistad con la propia conductora y tuvo un altercado al aire).
Durante el 7 de enero hasta el 28 de marzo de 2008 se conservaría el mismo horario de tres horas. Luego a partir del 30 de marzo de ese mismo año pasaría a durar dos horas y media por lo cual tuvo que ceder sus últimos treinta minutos al programa Al sabor del chef (este cambio de horario no fue del agrado del público).
Esta etapa fue marcada por varias salidas de varios conductores como Jorge Poza, quien salió definitivamente para grabar Alma de hierro (su reemplazo sería el regreso de Ernesto Laguardia al programa). Semanas después, Angélica María también dejaba la emisión el 1 de febrero (siendo la segunda salida en menos de tres semanas). Para junio la conductora Laura Flores dejó de participar en el programa para actuar en el remake de la telenovela Cadenas de amargura llamado En nombre del amor  y dos meses después Raúl Araiza dejaba temporalmente el programa para irse a grabar el melodrama cómico Un gancho al corazón. A finales de febrero de 2009 se confirmó la salida de Reynaldo Rossano (Aunque volvió para la siguiente etapa con Carmen Armendáriz). Andrea Legarreta también presentó varias veces su renuncia, ya que ella tenía muchos problemas con el productor.
En agosto de 2008 el programa cumplió diez años de emisión en el aire.
Dato curioso: Esta fue la primera vez en que la conductora Andrea Legarreta fue suspendida del programa por dos semanas, ya que ella estuvo involucrada en una entrevista del programa Ventaneando de TV Azteca. 
Esta etapa inició el lunes 7 de enero de 2008 y concluyó el viernes 5 de junio del 2009 (siendo la única etapa de HOY que tuvo la menor duración) y al mismo tiempo este periodo, se dice por fans del programa, que fue el más odiado por el público.

### Etapa 7 (2009 - 2013)
Después de un año, Carmen Armendáriz vuelve a estar al frente de la producción de Hoy.
Conductores: Andrea Legarreta, Raúl Araiza, Galilea Montijo, Luis de Alba, Roxana Castellanos, Alan Estrada, Alessandra Rosaldo, Flor Rubio, Paul Stanley, Anette Cuburu, Cynthia Urías, Alan Tacher, Reynaldo Rossano, Beng Zeng, Elias Chiprout, Fabian Lavalle y Jorge Ugalde.
Durante del 8 al 26 de junio se utilizó la escenografía y el logo de la etapa anterior, luego a partir del 29 de junio se cambia escenografía y se adoptó el logotipo color naranja que se utilizó de octubre de 2007 a enero de 2008.
Para esta etapa se añadía los sketches en los que destacaron La escuelita de Hoy y Roberta y Soyla. Por el otro lado se quitaba las parodias de novelas de la etapa anterior.
En esta etapa se conservó el mismo horario de dos horas y media (de 9:00 a 11:30) que se conservaba desde abril de 2008, este horario no fue del agrado de público (ya que aquel horario se consideraba muy poco para los televidentes). Para el 24 de enero de 2011 se retornaba al tradicional horario de tres horas que se mantiene desde 2001.
En 2010 se retornaba la emisión sabatina del programa Hoy sábado en el horario de tres horas con Cecilia Galliano como conductora (Que solamente duró 5 meses y no pudo lograr emular las versiones pasadas del programa sabatino) siendo más tarde cancelado debido al poco índice de audiencia y gusto dentro del público hacia el programa sabatino. Los conductores de Hoy sábado eran: Cecilia Galliano, Juan José Ulloa y Carlos Espejel. Fue la última etapa de Hoy sábado y su lugar lo ocuparía el programa de entretenimiento, música y humor Sabadazo.
Hoy sábado duró del 21 de mayo al 24 de octubre de 2010, con duración de tres horas.
En el Mundial de Sudáfrica del 2010, se redujo su horario (debido a los partidos del Torneo Mundialista) tanto el programa semanal como el sabatino y esto volvió a pasar durante los Juegos Olímpicos de Londres de 2012, en donde nuevamente redujo horarios (Solamente para los juegos de México en el Fútbol). 
Esta etapa junto con la de Magda Rodríguez es la que más conductores se han ido: Las dos primeras salidas fueron de Elías Chiprout y de Alejandro Maldonado más conocido como el Teacher Yoga quienes salieron a finales de octubre de 2009 (Aunque el Yoga Teacher regreso con Carla Estrada). En marzo de 2010 se confirmó la salida de Anette Cuburu y tres meses después Raúl Araiza dejó nuevamente el programa temporalmente. Las salidas continuaron con Carlos Espejel quien dejó la emisión sabatina por problemas con Carmen Armendáriz en julio y luego en agosto Mizada también se salió del programa y aunque regresaría ya con Carla Estrada. La séptima salida del programa fue de Ernesto Laguardia quien dejó el programa en abril de 2011 y luego los conductores Roxana Castellanos y Reynaldo Rossano dejaron el programa durante un mes, debido a los Juegos Panamericanos en Guadalajara. En enero de 2012 hubo dos salidas más, la primera fue Fabián Lavalle y luego Galilea Montijo quien dejó temporalmente la emisión durante dos meses (Debido al nacimiento de su hijo Mateo) y su reemplazo sería Cynthia Urías durante ese tiempo. En abril la conductora Roxana Castellanos dejaba definitivamente por decisiones personales y nuevamente en julio Reynaldo Rossano dejaba por tercera vez el programa, esto debido a una sanción por no participar en la lucha entre los luchadores Los Perros del Mal y los conductores y un mes después Alessandra Rosaldo dejó por una semana el programa debido a su luna de miel con Eugenio Derbez, siendo en total diez conductores que se han ido en esa etapa, con cinco salidas definitivas y temporales. 
Esta fue la última etapa sin Jorge Van Rankin hasta la fecha y también la primera que estuvo Paul Stanley (aunque regresaría en la etapa de Reynaldo López). 
Esta etapa inició el lunes 8 de junio de 2009 y concluyó el viernes 4 de enero de 2013.
Dato curioso: El 27 de julio de 2012. Por segunda vez, el programa no fue transmitido en vivo, esto debido a que la empresa decidió suspender labores en sus instalaciones de San Ángel para evitar altercados mayores. Entre los programas que no se realizaron en vivo fue justamente el matutino Hoy (Esto ya ocurrió en la etapa de Wilkins el 11 de septiembre de 2001 cuando fueron los Ataques Terroristas contra las Torres Gemelas). En la de Carmen Armendáriz, se hizo un especial con los mejores momentos del programa.

### Etapa 8 (2013-2016)
La productora de telenovelas, Carla Estrada, optó por formar parte del equipo de Hoy para implementar secciones con videos chuscos, sketches y paneles de discusión.
Conductores: Galilea Montijo, Andrea Legarreta, Raúl Araiza, Héctor Sandarti, Jan, Gloria Aura, Jorge Van Rankin, Cynthia Urías, Juan José Origel y Pedro Prieto.
El programa no sufrió ningún cambio para esta etapa y mantuvo el horario de tres horas (siendo la primera desde la etapa de Roberto Romagnoli em la que no existieron cambios en este aspecto).
La emisión cumplió 15 años de transmisión en agosto de 2013 (siendo esta la última celebración en la que estuvo Andrea Legarreta presente, volviendo a estar nuevamente hasta el 22⁰ aniversario).
Durante la Copa del Mundial de Brasil en 2014, el horario cambio de 9:00 a. m. a 2:00 p. m.(Siendo la primera vez desde 2000, en que el programa pasó a durar cinco horas) y en ese tiempo por primera vez el programa se emitió en domingo.  
Curiosamente en aquella etapa, Carla optó por unas reglas estrictas ya que los conductores Jorge Van Rankin y Raúl Araiza eran los más regañados por llegar crudos o desvelados.
También fue la primera vez desde la etapa de Federico Wilkins que no se contó con Ernesto Laguardia o Reynaldo Rossano (aunque este último regresó con Reynaldo López) y la última sin Paul Stanley o Martha Figueroa hasta la fecha.
La primera salida del programa fue de Gloria Aura quien salió en abril de 2013. Luego en 2014, Andrea Legarreta dejó el programa durante dos meses para cubrir el Mundial y también debía de tomar vacaciones durante finales de julio y principios de agosto y más tarde a finales de 2015 (A pocos meses de concluir la etapa); Jorge Van Rankin dejó por un tiempo el programa y enfocarse en una grabación de serie. Aunque regresó ya con Reynaldo López como productor.
Esta etapa inició el 7 de enero de 2013 y concluyó el 1 de enero de 2016 (siendo la única etapa que acaba en año nuevo). Aunque las últimas semanas el programa fue grabado, debido a que todos los conductores ya estaban en vacaciones (siendo su último programa totalmente en vivo el 17 de diciembre).

### Etapa 9 (2016-2018)
Después de diez años, Reynaldo López regresó a la producción de Hoy.
Desde entonces el programa ha tenido varios cambios, entre ellos el alargamiento de su duración con el título Hoy más y la introducción de nuevos conductores.
Conductores: Galilea Montijo, Andrea Legarreta, Raúl Araiza, Jorge Van Rankin, Natalia Téllez, Pedro Prieto, Reynaldo Rossano, Maca Carriedo, Lisardo, Paul Stanley, José Eduardo Derbez, Nashla Aguilar, Martha Figueroa, Alex Kaffie.
A pesar de modificar el contenido y las horas de transmisión, el cambio no resultó benéfico, por lo que se planeó que continuará en su formato anterior. Asimismo Javier Poza se encargó de dar la noticia de la salida de Lisardo en su programa de radio.
Desde el 4 de enero hasta el 26 de febrero se conservó el mismo horario de tres horas de la etapa anterior. Luego del 29 de febrero y hasta el 1 de abril pasó a durar cuatro horas (se volvió transmitir en ese horario luego de 15 años de no hacerlo cuando estaba Federico Wilkins bajo la producción de Hoy). Ese cambio de horario no funcionó con el público y provocó el bajo índice de audiencia de Hoy más que era conducido por Jorge Van Rankin, Pedro Prieto, Natalia Téllez y Maca Carriedo. El lunes 4 de abril se volvió al mismo horario de tres horas que se conserva desde 2001.
Durante las primeras semanas de febrero de 2017, Andrea Legarreta estuvo fuera del programa durante unos doce días, ya que ella padeció de la enfermedad púrpura y luego en septiembre el conductor Paul Stanley dejó el programa durante unos tres meses.
El 2 de enero de 2018, Raúl Araiza y Jorge Van Rankin se dieron un beso durante la emisión (esto también volvió a ocurrir en la etapa de Magda).
Durante los últimos meses de la etapa, el programa mostró escenas retrospectivas de los mejores momentos del pasado e invitó a varios exconductores del programa como Martha Carrillo, Sofía Villalobos, Lalo Salazar, Toño de Valdez, Alfredo Adame, Talina Fernández, Silvia Lomelí, Vielka Valenzuela, Maguicha, Cynthia Urias, Roxana Castellanos, y otros más. Esto debido a la conmemoración de los veinte años de Hoy.
En este periodo fue el primero que no contó con Alejandro Maldonado. Curiosamente la última etapa que no estuvo el Yoga Teacher fue también con el mismo Reynaldo López en su primer periodo de 2003 a 2005 y al mismo tiempo fue el primero desde la etapa con Roberto Romagnoli sin Chema Armesto en la locución.
Esta etapa inició el 4 de enero de 2016 y concluyó el 9 de marzo de 2018 (aunque la última semana fue totalmente grabado, ya que el último programa en vivo fue el 2 de marzo).

### Etapa 10 (2018-2020)
Magda Rodríguez empezó como productora de Hoy el 12 de marzo de 2018 estrenando así la nueva etapa del programa, hasta su muerte el 1 de noviembre de 2020 (aunque el productor Nino Canún estuvo a cargo de Hoy durante esas tres semanas y concluyendo esta etapa el 20 de noviembre de 2020).
Conductores: Galilea Montijo, Andrea Legarreta, Raúl Araiza, Paul Stanley, Natalia Téllez, Andrea Escalona, Fernando del Solar, Deyanira Rubí, Mauricio Mancera, Pedro Prieto, Yanet García, Jorge Van Rankin, Faisy, Marisol González, Juan José Origel, Martha Figueroa, Shanik Berman, Lambda García, Capi Albores, Sofía Villalobos, Maribel Guardia, Arturo Carmona, Samia, Omar Fierro, Chef Yogui y Elizabeth Álvarez. 
Especialistas: César Lozano Estela Durán.
El programa siguió manteniendo el mismo horario de tres horas, sin ningún cambio alguno. También esta etapa junto con la de Roberto Romagnoli fue una de las más criticadas y recibió comentarios negativos constantemente, debido a esto algunos pidieron la salida de la productora y también de su hija Andrea Escalona. A diferencia de Romagnoli (que fue diez años antes de aquel período), esta etapa lideró el índice de audiencia de programas de revista matutinos superando a Venga la alegría de TV Azteca y Sale el sol de Imagen TV, respectivamente. Convirtiéndose en el programa más visto por el público. 
Durante la emisión del 19 de abril de 2018, Atala Sarmiento fue como invitada al programa, no estuvieron las conductoras Galilea Montijo y Andrea Legarreta.
En 2018, durante la Copa Mundial de Rusia, hubo una edición llamada Hoy mundialista que se emitió durante el Mundial de Rusia. Los conductores eran los mismos del programa normal y solo se incorporó Marisol González durante el tiempo mundialista (Quien después se unió permanente al programa como conductora), ese programa solamente duraba una hora con dos segmentos (antes y después de un juego mundialista).
El 3 de agosto de 2018, el programa cumplió veinte años de emisión, durante ese día se recopilaron varios momentos de programas pasados (La gran ausente de esa celebración fue la conductora Andrea Legarreta, quien estaba de vacaciones en Asia).
Durante el tiempo de vacaciones de verano de 2018 y 2019, Mateo Montijo (el hijo de Galilea) estuvo en el programa como reemplazo de Andrea Legarreta, mientras ella estaba de vacaciones (siendo el primer conductor infantil desde la participación de Danna Paola en Hoy sábado en 2003). Un año después, Leo Herrera se sumó también al programa durante las vacaciones de verano (aunque estuvo nada más los lunes y viernes).
En julio de 2018 durante el segmento Más o menos, Andrea Legarreta se burló del sueldo de las secretarías (Hubo rumores que fue suspendida del programa, pero se supo que fue de vacaciones con su familia), a su regreso al matutino recibió comentarios negativos.
A inicios de 2019, Andrea Escalona se incorporó al matutino en lugar de Natalia Téllez, la propia conductora no fue bien recibida por los fans, publicó, internautas y por supuesto las conductoras Andrea Legarreta y Galilea Montijo. 
El 31 de julio de 2019, los conductores Jorge Van Rankin y Raúl Araiza Herrera se dieron un beso durante la sección canta la palabra (siendo la segunda vez que ambos conductores se besan, la primera fue en la etapa de Reynaldo López).
En octubre se confirmó el regreso de Sofía Villalobos (quien estuvo anteriormente) aunque esta vez lo hizo como periodista los martes y jueves.
Para finales de 2019 se confirmó la salida de Mauricio Mancera y también de Yanet García quienes dejaron el programa el 31 de diciembre.
A inicios de enero de 2020 llegó al programa Lambda García, también marcó el retorno del Capi Albores quien había estado en las primeras dos etapas de Hoy en la sección del clima estando lunes y jueves, también regresaba Juan José Origel quien estuvo anteriormente en la etapa de Carla Estrada en el segmento de Espectáculos, estando los miércoles en reemplazo de Martha Figueroa (Aunque ella siguió los lunes y martes) y nuevamente en ese año retornaba Martha Carrillo con la sección Cama para dos (aunque esta última sólo duró un mes y medio debido a la pandemia).  
Curiosamente: el 9 de marzo de 2020, por primera y única vez que el programa fue conducido solamente por hombres, esto fue debido a que las conductoras Andrea Legarreta, Galilea Montijo, Andrea Escalona, Marisol González y Martha Figueroa se unieron a la Protesta feminista en México de 2020, siendo reemplazados por Huicho Domínguez, Coque Muñiz, Juan José Origel, también estuvieron Julián Gil, Julián Figueroa (el hijo de Maribel Guardia) y Julio Camejo acompañando a Raúl Araiza, Jorge Van Rankin, Lambda García, Paul Stanley, y Capi Albores durante ese día.
A mediados de marzo y principios de abril, los conductores Jorge Van Rankin, Paul Stanley, Pedro Prieto y Marisol González dejaban el foro y transmitían desde sus casas, también en ese mes el Camioncito de Hoy fue suspendido temporalmente. 
Durante la emisión del 30 de marzo, el conductor Paul Stanley quien estaba emitiendo desde su casa en el segmento Canta la palabra apareció cantando en la ducha desnudo  recibió comentarios negativos de parte de los fanes del programa.
Durante la Fase 3 de Contingencia del COVID-19, el programa llegó a transmitir emisiones pasadas del programa, algunos usuarios en redes sociales hicieron comentarios negativos del programa por este hecho.
Durante la pandemia, el equipo se dividió en dos equipos desde el 22 de abril hasta el 15 de junio (sin contar las emisiones del 18 al 31 de mayo, que fueron totalmente grabados): el primer equipo sería con Andrea Escalona, Galilea Montijo, Paul Stanley y Lambda García y para el segundo equipo con Andrea Legarreta, Raúl Araiza, Marisol González, Pedro Prieto, Jorge Van Rankin y más tarde reemplazado por Arturo Carmona. Durante el 16 de junio hasta el 26 de ese mismo mes, todo el equipo de conductores del programa volvería a juntarse nuevamente (aunque Galilea volvió hasta el día 20), sin embargo a partir del día 29 se volvió la división de conductores por equipos, ante el incremento de casos de COVID-19 en México. Más tarde y por petición del público, Galilea Montijo aparece en ambos equipos para nuevamente compartir pantalla junto a Andrea Legarreta y Raúl Araiza a partir del 5 de octubre (exceptuando los viernes).
Durante la emisión del 23 de junio, se registró un sismo de 7.5 de magnitud cuando estaban en el aire y posteriormente los conductores Paul Stanley, Raúl Araiza, Omar Fierro, Galilea Montijo y Andrea Escalona abandonaron el programa en plena transmisión.
En la emisión del 6 de julio durante la sección Canta La Palabra, Andrea Escalona apareció desnuda cantando en el baño de su casa mientras transmitía en vivo (recibió burlas y comentarios negativos).
Para mediados de 2020, Jorge Van Rankin dejaría la emisión del programa temporalmente durante tres meses debido a las grabaciones de la quinta temporada de 40 y 20 y del nacimiento de su tercera hija (aunque siguió estando en los créditos iniciales durante su ausencia). Su conductor reemplazo fue Arturo Carmona, quien ya había estado anteriormente con Carmen Armendáriz en su primer periodo y también con Roberto Romagnoli durante 2005 a 2009.
Durante la emisión del 31 de agosto de 2020, Galilea Montijo confirmó que Andrea Legarreta dio positivo al COVID-19 y por lo cual se ausentó durante tres semanas del programa, siendo la primera vez que alguien en el programa daba positivo para COVID-19. También anteriormente la misma conductora tuvo ese mismo padecimiento similar en 2017 (cuando tuvo la enfermedad púrpura).
Durante la semana del 7 al 11 de septiembre, Maribel Guardia, Livia Brito e Irina Baeva aparecieron como invitadas en la emisión, el programa recibió muchas críticas y comentarios negativos de los fans, internautas y del público hacia Magda Rodríguez por haber invitado a Livia Brito e Irina Baeva al programa (debido a que ellas estaban involucradas por sus recientes escándalos en el mundo del espectáculo mexicano).
Esta etapa junto con el segundo periodo de Carmen Armendáriz fue la etapa en la que más conductores, reporteros o productores se han ido (un total de 15, siendo 11 salidas definitivas y 3 temporales y 1 fuera de Televisa): La primera salida del programa sería la de Pedro Prieto quien dejaba momentáneamente el programa para participar en el Reto 4 Elementos, luego el 14 de junio de 2018 el conductor Fernando del Solar dejaría definitivamente el programa luego de 3 meses (esto debido a que su contrato expiró, siendo el conductor con menos tiempo junto con Fernanda Familiar en la etapa de Federico Wilkins) y más tarde Roxana Castellanos dejaba de interpretar a Deyanira Rubi en el programa un mes después para incorporarse nuevamente a Cuéntamelo Ya Al Fin. Para finales de 2018 el jefe de piso Carlos Casiano confirmaba su retiro de Televisa después de 40 años trabajando en la empresa y también la conductora Natalia Téllez dejaba la emisión de Hoy para enfocarse más a "Netas Divinas" y a sus futuros proyectos como "La Máscara". Para febrero de 2019 la conductora Maca Carriedo dejaba el programa, ya que ella tenía problemas con la productora y  se quejó de la poca participación que tenía en la emisión. Para el mes de agosto se confirmaba la salida de Faisy quien dejó el programa para enfocarse en la nueva temporada de "Me Caigo de Risa". En octubre se confirmó que Mhoni Vidente también sería despedida de la sección La ruleta esotérica. Para finales del 2019 se confirmaba las salidas de Mauricio Mancera y de Yanet García la chica del clima del programa. El 2020 inició con la salida del reportero Chano Jurado quien hacía La novela de Hoy y El pilón vip y luego más tarde se confirmó que también María Fernanda Centeno salió del programa para irse a Sale el sol de Imagen TV (aunque Fernanda regresó un año después). En abril se confirmaba que Luis Magaña también fue despedido del programa por llamar "Naca" a la productora y para agosto se confirmaba una nueva salida, en este caso era la de Jorge Van Rankin quien dejaba el programa por unos tres meses, esto debido las grabaciones de la quinta y sexta temporada de 40 y 20 y al mismo tiempo el nacimiento de su hija Carlota y la última salida temporal fue la del actor y chef Omar Fierro, quien dejaba la sección de cocina durante octubre para enfocarse en La mexicana y el güero (aunque regresó en la siguiente etapa con menor aparición).
El 30 de octubre de 2020, fue la última emisión del programa Hoy que Magda Rodríguez fue productora, antes de su fallecimiento el 1 de noviembre.
El 1 de noviembre de 2020, fallece la productora Magda Rodríguez a causa de un shock hipovolémico mientras dormía en su casa. El 2 de noviembre de 2020, la producción de Hoy estuvo a cargo del productor Nino Canún, que actualmente produce el programa Cuéntamelo ya!! también de Televisa. Donde se realizó un homenaje durante toda la duración del programa en memoria de la fallecida productora.
El programa del 2 de noviembre de 2020 será recordado como una de las emisiones más tristes de Hoy (ya que se hizo un homenaje a la productora Magda Rodríguez quien falleció un día antes) y se le recordó con la presencia de su equipo de ese momento, los conductores Andrea Legarreta, Raúl Araiza, Arturo Carmona, Marisol González, Martha Figueroa, Pedro Prieto y Jorge Van Rankin, quien regresaba después de casi tres meses de ausencia. Galilea Montijo, Paul Stanley y Lambda García estuvieron presentes en enlaces desde sus casas. Cabe destacar la presencia e importancia en la emisión de Andrea Rodríguez, quien era su hermana y también su hija Andrea Escalona, quienes le rindieron un último adiós a la productora del matutino.
El 3 de noviembre se confirmó que el conductor Lambda García dio positivo para COVID-19 después de haber convivido con Ariel Miramontes, quien también daba positivo, en la emisión del 30 de octubre, convirtiéndose en el segundo contagiado por coronavirus después de Andrea Legarreta, quien contrajo el virus a finales de agosto pasado y principios de septiembre. Luego, el jueves 5 de noviembre se confirmó que el Capi Albores también dio positivo para COVID-19, convirtiéndose en tercer contagiado junto con Legarreta y Lambda. Un día después se confirmaba que Andrea Escalona también daba positivo, convirtiéndose en el cuarto contagiado del programa y al mismo tiempo su tía Andrea Rodríguez también se convertía en otra víctima de COVID-19.
En la emisión del 12 de noviembre se confirmó que la conductora Galilea Montijo también daba positivo al COVID-19, convirtiéndose en la sexta conductora contagiada y la quinta consecutiva en menos de una semana.
El 14 de noviembre de 2020, se confirmaba que Paul Stanley también daba positivo a la prueba de COVID-19, convirtiéndose en el séptimo caso del programa después de Andrea Legarreta, Lambda García, Capi Albores, Andrea Escalona, Andrea Rodríguez y Galilea Montijo.

### Etapa 11 (2020-presente)
Andrea Rodríguez está a cargo del programa en sustitución de su hermana Magda Rodríguez desde el 23 de noviembre de 2020. Originalmente estaba prevista para estrenarse el lunes 9 de noviembre, pero debido a que ella junto con su sobrina Andrea Escalona dieron positivo al COVID-19 tres días antes de su estreno.
Conductores: Andrea Legarreta, Galilea Montijo, Andrea Escalona, Raúl Araiza, Arath de la Torre, Paul Stanley, Lambda García, Marisol González, Jorge Van Rankin, Pedro Prieto, Martha Figueroa, Shanik Berman, Sofía Villalobos, Capi Albores, Elizabeth Álvarez, Tania Rincón.
Especialistas: César Lozano Estela Durán.
Para esta etapa se conserva el mismo horario de tres horas de la etapa anterior sin ningún cambio alguno y nuevamente se conservan a Andrea Legarreta, Galilea Montijo, Marisol González, Raúl Araiza, Jorge Van Rankin (quien más tarde fue removido como conductor principal), Paul Stanley, Andrea Escalona y Lambda García como conductores y Pedro Prieto (aunque este último más tarde fue despedido definitivamente en diciembre), siendo la primera etapa desde con Alejandro Cáceres en que se conserva a todos los conductores actuales del matutino.
Las únicas novedades de la nueva etapa son el regreso de Jorge Van Rankin después de tres meses y que luego sería despedido como conductor principal en enero (aunque regresó como reportero con su sección un mes después), Elizabeth Álvarez quien ahora estará en la cocina los lunes, y Martha Figueroa que regresaba nuevamente a los miércoles en el segmento de espectáculos (estando ahora lunes, martes y miércoles).
El 26 de noviembre, se confirma el regreso de Paul Stanley al programa después de estar una semana fuera por COVID-19.
El 30 de noviembre, todo el equipo de conductores volvió a juntarse nuevamente en el foro por primera vez en cinco meses (esto no ocurría desde el pasado 26 de junio). Con Andrea Legarreta, Galilea Montijo, Marisol González, Raúl Araiza, Jorge Van Rankin (quien regresaba después de 3 meses de ausencia), Paul Stanley, Andrea Escalona y Lambda García.
El 16 de diciembre, se confirmó que el conductor Pedro Pietro daba positivo al COVID-19, justamente en su último día en el programa. Se convirtió en otro contagiado; después de Andrea Legarreta, Lambda García, Capi Albores, Andrea Escalona, Andrea Rodríguez, Galilea Montijo y Paul Stanley. Convirtiéndose en el primer contagiado de la nueva etapa de Hoy.
La primeros despidos del programa serían los reporteros Pedro Prieto y Liz Torres, quienes eran despedidos por la productora por diciembre.
Durante esta etapa se añade al formato de transmisión la competencia de baile que lleva por nombre "Las Estrellas bailan en Hoy", la cual en abril de 2021 cuenta con 3 temporadas.
El 10 de octubre de 2022 inicia "Las Estrellas bailan en Hoy", campeón de campeones.
En noviembre de ese mismo año, durante la Copa Mundial de Catar, hubo una edición llamada Hoy Celebramos llegando a durar de media a una hora antes y después de los partidos de México. Se emitió en simultáneo tanto Las Estrellas como Canal 5 (solamente antes de los partidos de la selección mexicana).
En 2023 como parte de los 25 años del programa, los conductores estuvieron ofreciendo experiencias vip, a fans del Programa Hoy.
Cuando Paul Stanley estuvo en La casa de los famosos México fue sustituido por Carlos Arenas.
El 3 de agosto el Programa Hoy cumplió 25 años, hicieron un programa especial, que tuvo varios invitados, entre ellos, los primeros conductores del programa, además de que estuvieron 3 de los productores que han sido parte del programa, y al día siguiente transmitieron desde Six Flags México.
El 26 de mayo de 2025 inicia '"Hoy soy el chef" un programa de concursos de cocina.

## Premios

### Premios TVyNovelas
| Año  | Categoría                         | Resultado |
| ---- | --------------------------------- | --------- |
| 2018 | Mejor Programa de Entretenimiento | Ganador   |